# Groupe cathédral de Lyon
Le groupe cathédral de Lyon est formé de la primatiale Saint-Jean de Lyon, de l'église Saint-Étienne et de l'église Sainte-Croix. Ce groupe cathédral existe depuis l'Antiquité tardive. Il est d'abord double puis triple à l'époque carolingienne. Ces cathédrales doubles (de) sont fréquentes au Haut Moyen Âge, mais disparaissent généralement entre le IXe siècle et le XIIe siècle. Lyon est la seule cathédrale de France à rester multiple jusqu'à la Révolution française pendant laquelle les églises Saint-Étienne et Sainte-Croix seront détruites, laissant seule la primatiale Saint-Jean. Leurs vestiges seront exhumés dans les années 1970 et font actuellement partie d'un parc archéologique.

## Histoire
La présence d'une communauté chrétienne est attestée à Lyon depuis le IIe siècle. Néanmoins, c'est seulement avec l'édit de Milan promulgué en 313, autorisant le christianisme dans l'empire romain, que les chrétiens peuvent véritablement bâtir des lieux de culte. Dans l'antiquité tardive, chaque cité n'a qu'une église, ecclesia, où la communauté chrétienne se retrouve autour de son évêque pour célébrer le culte. La première mention d'une église à Lyon date de 380 dans deux Vies de l'évêque saint Just qui se retire en ermite après n'avoir pu sauver de la foule un homme qui avait trouvé refuge dans sa cathédrale.
En 469, Sidoine Apollinaire décrit dans une lettre la cathédrale, ecclesia que l'évêque Patiens vient de construire et pour laquelle il a composé un poème.

### Les enjeux de la cathédrale primitive
Les textes sur la vie de saint Just puis la lettre de Sidoine Apollinaire mentionnent la présence d'une ecclesia de l'évêque mais n'en indiquent pas le lieu. Sidoine Apollinaire décrit la nouvelle église mais ne la localise que très vaguement : Hinc agger sonat, hinc Arar resultat (« D'un côté la chaussée résonne, de l'autre la Saône fait écho »). Dans un contexte de rivalité entre le pouvoir de l'archevêque et du chapitre installé à Saint-Jean, et celui de la bourgeoisie et du consulat à Saint-Nizier, tous vont affirmer être installés dans la cathédrale primitive. Saint-Nizier dispose en effet d'anciennes tombes d'évêques de Lyon, ceux-ci ne s'étant fait enterrer dans la cathédrale que plus tardivement. L'église Saint-Nizier possédait en particulier la tombe de saint Just et passait pour abriter les reliques des martyrs de Lyon de 177 auxquels elle est dédiée. Comme Saint-Jean, elle se trouve au bord de la Saône, mais sur la Presqu'île en périphérie de l'ancienne ville romaine. 
Au XVIe siècle, des érudits comme Guillaume Paradin vont également proposer l'église Saint-Irénée, ancienne église funéraire paléochrétienne qui possédait les reliques de saint Irénée. Celle-ci se trouve cependant sur le plateau au-dessus de la Saône et encore plus en périphérie de la ville du Bas-Empire.
Les fouilles archéologiques des années 1930 puis 1970 vont trancher la question avec la mise au jour d'un complexe comprenant une église, un baptistère et des pièces des Ve siècle et VIe siècle à Saint-Jean, qui feraient partie de l’ecclesia décrite par Sidoine Apollinaire. Il est en effet improbable qu'il y ait eu deux églises d'importance à Lyon à cette époque, et il n'existe aucune raison pour laquelle on aurait déplacé la cathédrale.

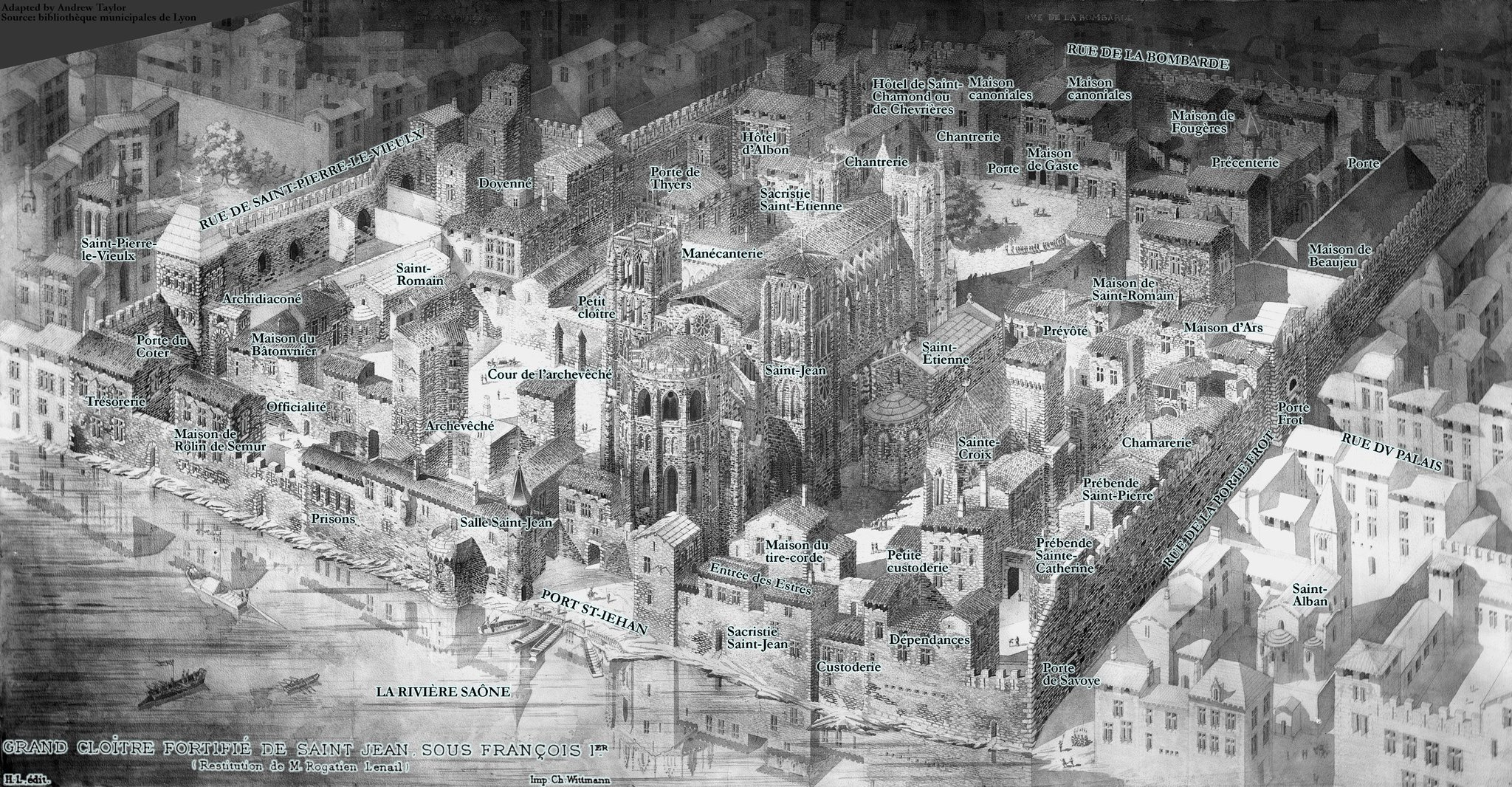
Grand Cloître Fortifié de Saint Jean, Sous Francois 1er  (Rogatien Lenail, 1908)
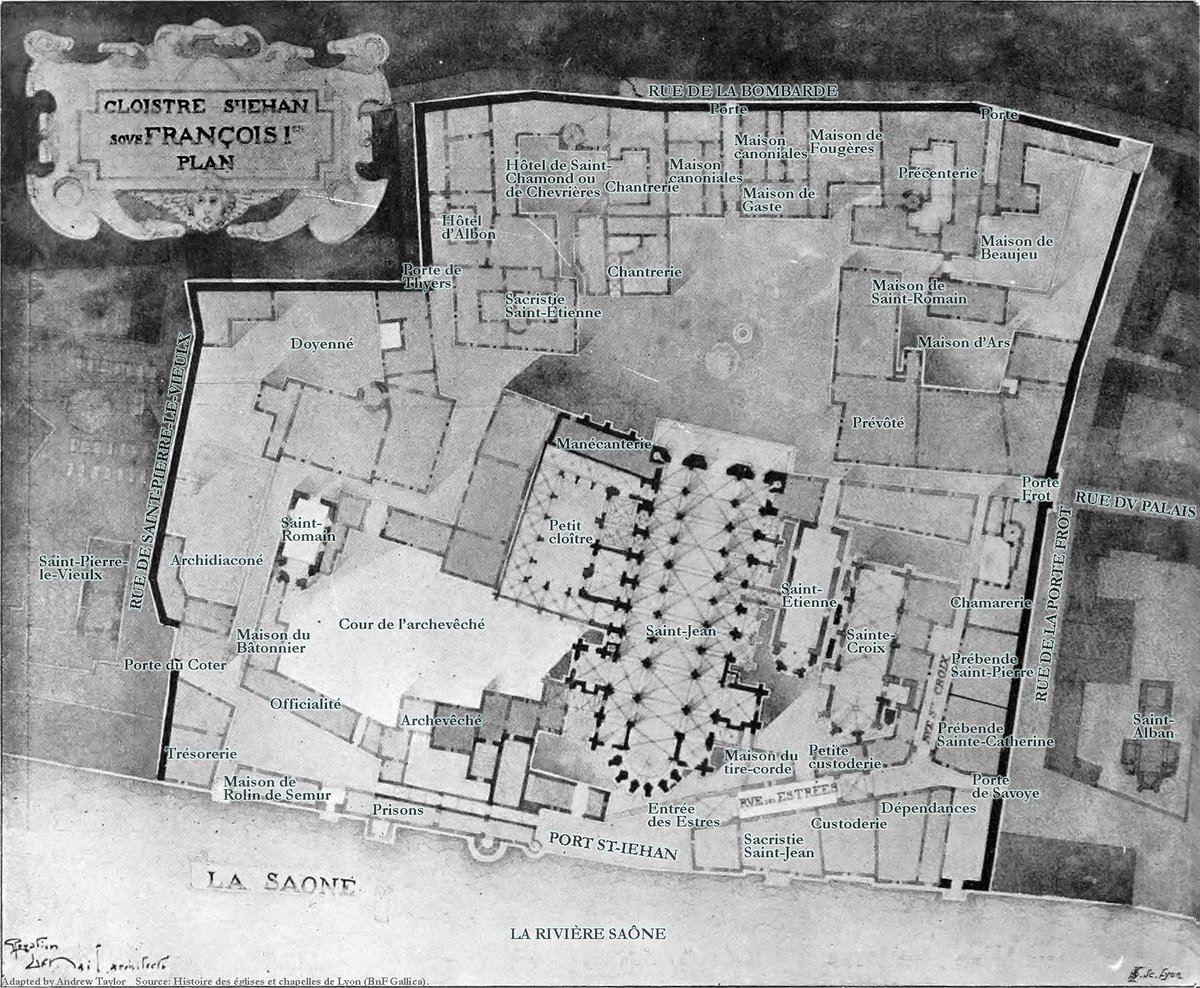
Plan de quartier Saint-Jean au 16e siècle (Rogatien Lenail, 1908)

### Le groupe cathédral au Haut Moyen Âge
Le groupe cathédrale est déjà existant à la fin de l'Antiquité et au début du Moyen Âge, comme l'ont montré les fouilles effectuées par Jean-François Reynaud. Durant la période mérovingienne, le groupe est composé de deux églises et d'un baptistère. L'une des églises, nommée maxima ecclesia, est située à l'emplacement de l’actuelle primatiale. Le baptistère correspond à ce qui deviendra par la suite l'église Saint-Étienne. Enfin, la deuxième église, érigée probablement vers le VIe ou le VIIe siècle, correspond à ce qui deviendra par la suite l'église Sainte-Croix.